# Formica talbotae
Formica talbotae ist eine in Teilen Nordamerikas beheimatete Ameisenart. Sie gehört der Gattung Waldameisen (Formica) in der Unterfamilie Schuppenameisen (Formicinae) an. Sie lebt ohne Arbeiterkaste inquilin in den Nestern der Waldameise Formica obscuripes.

## Merkmale
Die Königinnen haben folgende Merkmale: sie sind sehr klein für eine Art der Gattung Formica, haben einen von vorne betrachtet annähernd quadratischen Kopf von 1,12 bis 1,18 mm Breite (Augen eingeschlossen) und 1,21 mm Länge (ohne Mundwerkzeuge). Der Körper hat eine Gesamtlänge von etwa 4,8 mm. Der Körper ist mittelbraun, die Seiten des Pronotum hellbraun. Die Gliedmaßen und Fühler haben eine hellbraune bis gelblichbraune Farbe. Der hintere Rand des Clypeus ist sanft gerundet. Der Petiolus ist dick mit gerundetem Kamm. Der gesamte Körper einschließlich der Gliedmaßen und Fühler ist mit nur 0,05 bis 0,08 mm langen dicht beieinander stehenden Härchen bedeckt.
Männchen sind äußerlich den Königinnen sehr ähnlich, haben aber eine Kopfbreite von 1,12 bis 1,29 mm.
Die sehr ähnliche Art Formica dirksi unterscheidet sich von Formica talbotae durch die etwas größere Königin, viel längere und weniger dichte Behaarung und ihren mehr abgerundeten Kopf. Formica spatulate ist ebenfalls sehr ähnlich. Ihre Königin hat aber noch kürzere und spärlich verteilte Härchen und eine runde Kopfform. Außerdem hat diese Art eine Arbeiterkaste.

## Verbreitung und Lebensraum
Formica talbotae ist eine seltene Ameise, die nur aus dem nördlichen Mittleren Westen der Vereinigten Staaten bekannt ist. Sie wurde neben ihrer Typlokalität in Michigan nur noch in North Dakota und Idaho nachgewiesen. An ihren Fundorten bevorzugt sie eine Graslandschaft mit Sonneneinstrahlung und hohem Gras um die Eingänge des Nests herum, damit die geflügelten Ameisen zum Hochzeitsflug einen erhöhten Startplatz aufsuchen können. Beschattete oder von Pflanzen überwucherte Kolonien haben eine geringere Größe als die unter optimalen Bedingungen angelegten.
Die letzte Beurteilung der Gefährdung von Formica talbotae durch die IUCN erfolgte bereits 1996. Seinerzeit wurde der Art der Gefährdungsstatus Vulnerable - VU (gefährdet) zugewiesen. Zur Begründung wurde die geringe Zahl der Fundorte und das kleine Verbreitungsgebiet genannt.

## Lebensweise
Formica talbotae ist der erste bekannt gewordene Inquilinist in der Gattung Formica. Diese Lebensweise ohne Arbeiterkaste wird in der Literatur auch als permanenter Sozialparasitismus bezeichnet.
Die Königinnen leben in eher kleinen Nestern der Waldameise Formica obscuripes, in denen es keine eigenen Königinnen mehr gibt. Sie produzieren während des gesamten Sommers geflügelte Männchen und Weibchen. Der Lebenszyklus von Formica talbotae umfasst wie jener der Wirtsart eine vollständige Metamorphose (Holometabolie), vom Ei über die Larve und Puppe zum Imago. Die Brut im Nest besteht aus Individuen von Formica talbotae. Nur selten werden männliche Larven von Formica obscuripes gefunden, die wahrscheinlich den Eiern noch vorhandener Arbeiter der Wirtsart entstammen.
Im Vergleich zu gesunden Kolonien von Formica obscuripes, bei denen die nur 5 bis 16 Hochzeitsflüge in einem kurzen Zeitraum von etwa 30 Tagen stattfinden, dauert die Flugsaison bei Formica talbotae deutlich länger, bis zu 100 Tage, und es finden an bis zu 75 Tagen Flüge statt.
Die kleinen Königinnen von Formica talbotae werden nicht zum Überwältigen der zahlreichen viel größeren Königinnen einer gesunden Kolonie von Formica obscuripes in der Lage sein. Es erscheint wahrscheinlich, dass Formica talbotae sich auf geschwächte Kolonien spezialisiert hat, die ihre Königinnen aus irgendeinem Grund bereits verloren haben. Die Versorgung der Brut von Formica talbotae wird von den vorhandenen Arbeitern des Wirts übernommen. Da nun keine neuen Arbeiter mehr produziert werden kommt es zu einer weiteren Schwächung der Kolonie, deren Arbeiter nach und nach durch Fressfeinde oder Überalterung reduziert werden. Damit können die gemischten Kolonien nur eine begrenzte Zeit überstehen.
Die Spezialisierung von Formica talbotae auf zugrunde gehende Kolonien der Wirtsart ohne Königinnen ist in der Gattung Formica wahrscheinlich einzigartig, nur bei der noch selteneren und kaum untersuchten Art Formica dirksi und ihrem Wirt Formica subaenescens könnten ähnliche Verhältnisse vorliegen. Nur von wenigen Ameisenarten anderer Gattungen ist eine solche Spezialisierung bekannt.

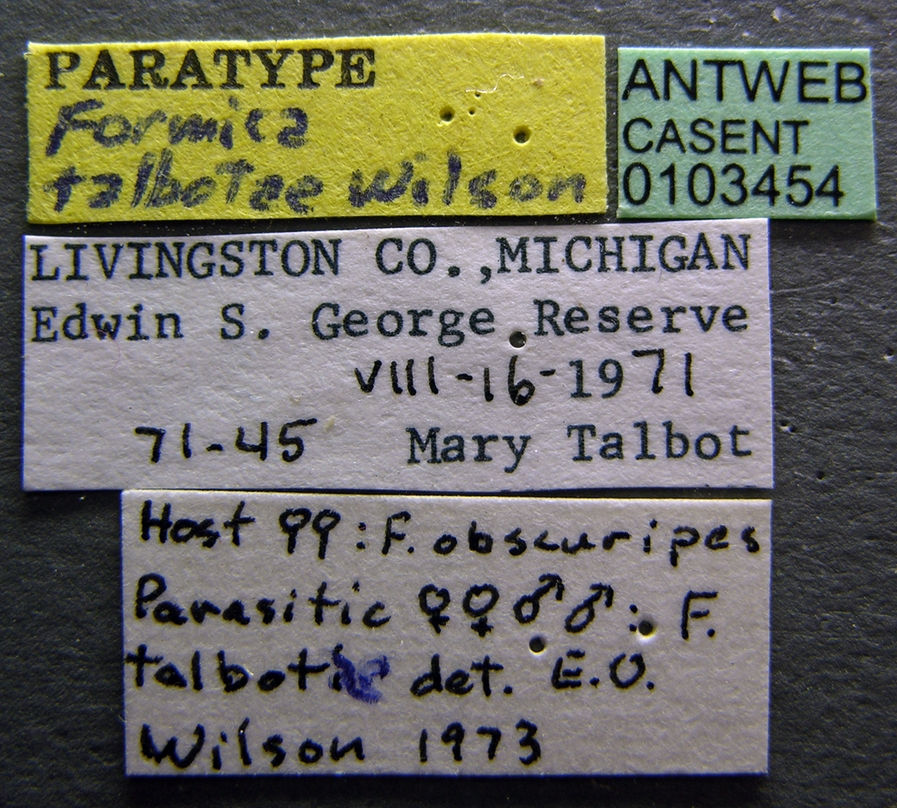
Sammlungsetiketten für den Paratypus

## Systematik
Die Erstbeschreibung von Formica talbotae erfolgte 1979 durch den US-amerikanischen Entomologen Edward O. Wilson. Typlokalität ist das Edwin S. George Reserve der University of Michigan, ein umzäuntes Naturschutzgebiet im Livingston County. Die Wilson vorliegenden Exemplare waren dort von seiner Kollegin Mary Talbot während einer Langzeitstudie der Ameisenfauna in einem Nest von Formica obscuripes gesammelt worden.
Innerhalb der Gattung Formica wird Formica talbotae heute in die Formica difficilis-Gruppe gestellt. In der älteren Literatur wird sie noch der mittlerweile nicht mehr anerkannten Formica microgyna-Gruppe zugeordnet.
Die Formica difficilis-Gruppe ist monophyletisch. Das legt einen fakultativ polygynen gemeinsamen Ahnen nahe, der temporären Sozialparasitismus übte. Die Lebensweise von Formica talbotae gilt als empirisch gewonnener Nachweis der evolutionären Entwicklung vom temporären zum permanenten Sozialparasitismus oder Inquilinismus. Für die nahe verwandte Art Formica dirksi wird ebenfalls permanenter Sozialparasitismus vermutet, hier in Kolonien von Formica subaenescens, aber es liegen nicht genügend Beobachtungen zur Bestätigung dieser Annahme vor.
Alle Arten der Formica difficilis-Klade haben sehr kleine Königinnen, die nicht größer als ihre größten Arbeiter sind. Das hängt wahrscheinlich mit ihrer  Entwicklung des Sozialparasitismus zusammen. Für den Beginn dieser Entwicklung wird ein Zeitpunkt vor etwa 10 Millionen Jahren angenommen. Formica talbotae und ihr Wirt Formica obscuripes in der Formica integra-Klade sind innerhalb ihrer Gattung nur weitläufig miteinander verwandt, ihre Kladen sind Schwesterkladen. Beide Arten hatten vor etwa 12 Millionen Jahren einen gemeinsamen Ahnen. Frühere Studien zur Evolution des Inquilinismus, denen zufolge permanenter Sozialparasitismus zwischen nahe verwandten, sympatrisch vorkommenden Arten entsteht, sind damit widerlegt.